# Reine du Bhoutan
La Druk Gyaltsuen (« Reine Dragon ») est la reine consort du Royaume du Bhoutan.
L'actuelle reine consort du Bhoutan est Jetsun Pema Wangchuck, la 5e Druk Gyaltsuen . Elle porte une couronne de phénix en soie cousue à la main, qui est la couronne officielle portée par les reines du Bhoutan.

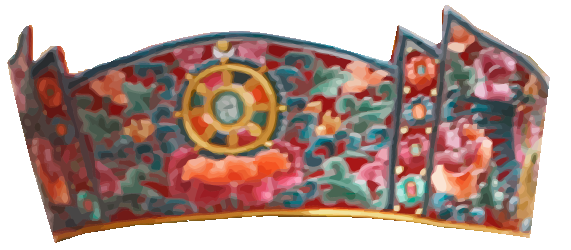
Couronne de Phénix de la reine du Bhoutan

La reine Jetsun Pema Wangchuck est en 2025 la plus jeune reine au monde.

## Liste des reines du Bhoutan
| Non. | Portrait | Nom                   | Durée de vie        | Roi                            | Mandat      |
| ---- | -------- | --------------------- | ------------------- | ------------------------------ | ----------- |
| 1    |          | Tsundue Pema Lhamo    | 1886 – Avril 1922   | Ugyen Wangchuck                | 1907–1922   |
| 2    |          | Phuntsho Choden       | 1911 – 24 Août 2003 | Jigme Wangchuck                | 1926–1952   |
| 2    |          | Pema Dechen           | 1918 – 1991         | Jigme Wangchuck                | 1932–1952   |
| 3    |          | Kesang Choden         | 21 mai 1930         | Jigme Dorji Wangchuck          | 1952–1972   |
| 4    |          | Dorji Wangmo          | 10 juin 1955        | Jigme Singye Wangchuck         | 1979–2006   |
| 4    |          | Tshering Pem          | 22 décembre 1957    | Jigme Singye Wangchuck         | 1979–2006   |
| 4    |          | Tshering Yangdon      | 21 juin 1959        | Jigme Singye Wangchuck         | 1979–2006   |
| 4    |          | Sangay Choden         | 11 mai 1963         | Jigme Singye Wangchuck         | 1979–2006   |
| 5    |          | Jetsun Pema Wangchuck | 4 juin 1990         | Jigme Khesar Namgyel Wangchuck | depuis 2011 |